# Sasformák

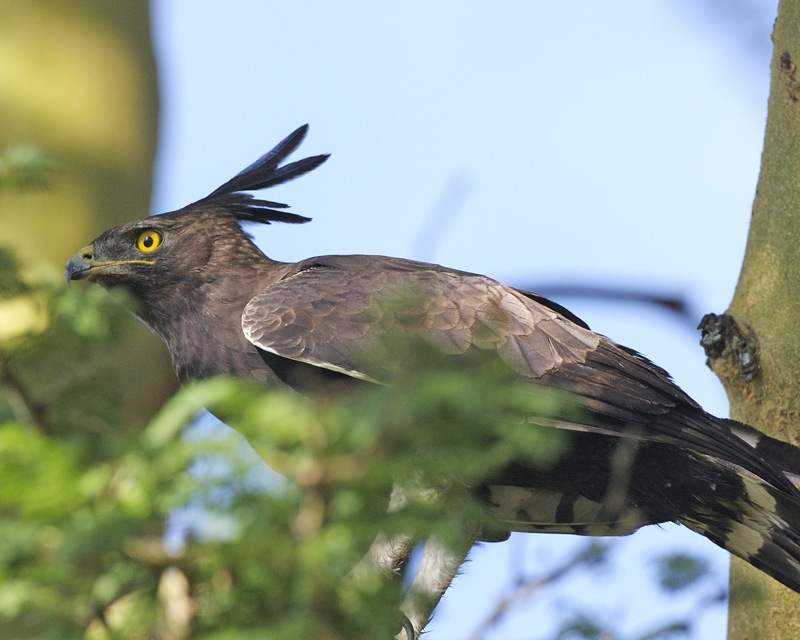
bokrétás sas (Lophaetus occipitalis)

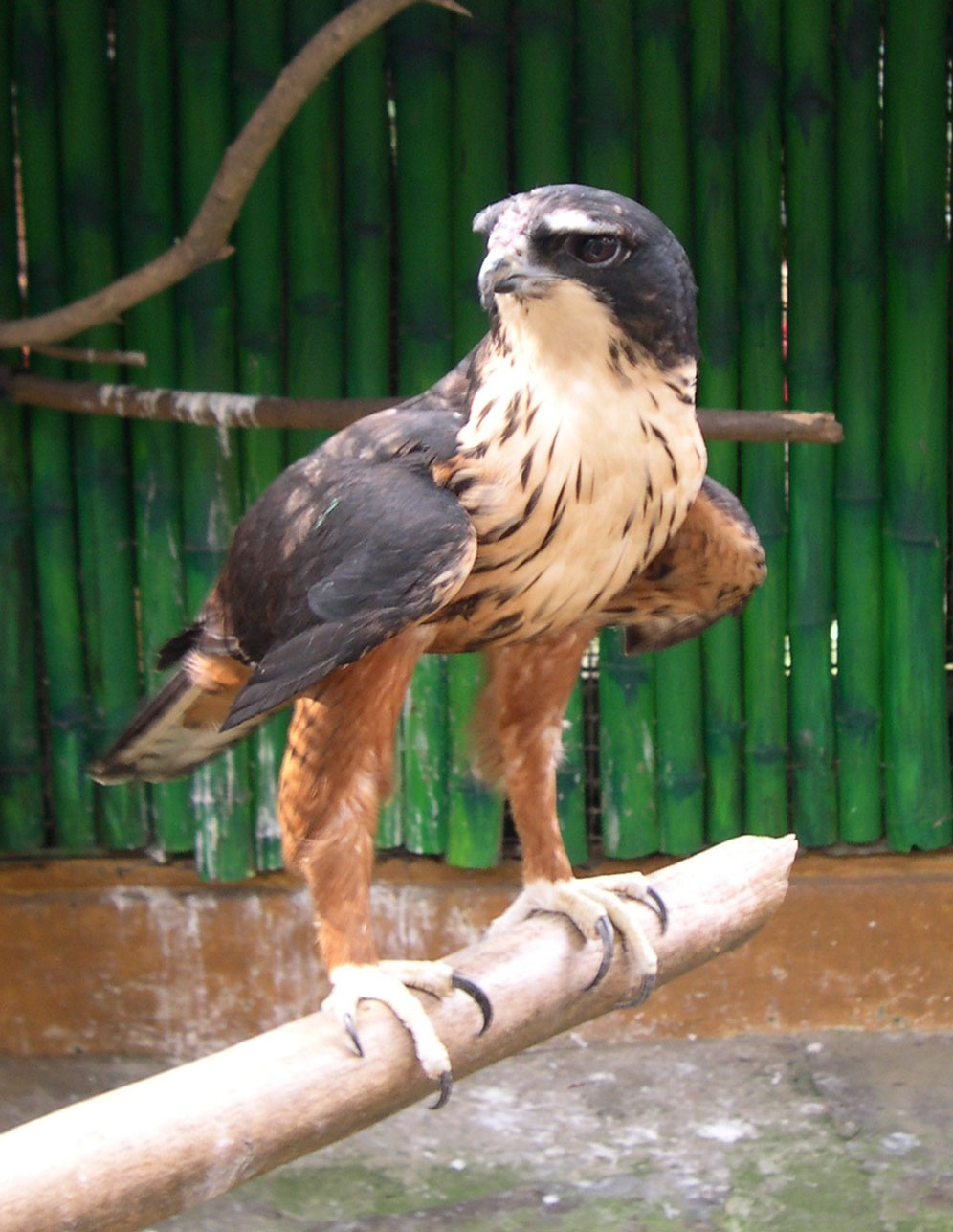
Vöröshasú törpesas (Hieraaetus kienerii)

A sasformák (Aquilinae) a madarak osztályának a vágómadár-alakúak (Accipitriformes) rendjébe és a vágómadárfélék (Accipitridae) családjába tartozó alcsalád.
Az ebbe az alcsaládba sorolt fajokat korábban az ölyvformák (Buteoninae) alcsaládjába sorolták.
Ezen alcsalád korábban a vágómadárfélék egyik legnagyobb és legösszetettebb alcsaládja volt, de a közelmúltban lezajlott DNS vizsgálatok bebizonyították, hogy súlyosan polifiletikus és parafiletikus csoport, így sok nem és faj leválasztásra került belőle, így a jelenleg ide sorolt fajok is.

## Rendszerezésük
13 nem és 38 faj tartozik a alcsaládba.
- Stephanoaetus W.L. Sclater, 1922 – 1 élő és 1 kihalt faj
  - koronás sas (Stephanoaetus coronatus)
  - Stephanoaetus mahery - kihalt az 1500-as években

- Nisaetus – 10 faj
  - indiai vitézsas (Nisaetus keleartii)
  - celebeszi vitézsas (Nisaetus lanceolatus)
  - mindanaói vitézsas (Nisaetus pinskeri)
  - bengáli vitézsas (Nisaetus cirrhatus)
  - Fülöp-szigeteki vitézsas (Nisaetus philippensis)
  - szumátrai vitézsas (Nisaetus nanus)
  - hegyi vitézsas (Nisaetus nipalensis)
  - maláj vitézsas (Nisaetus alboniger)
  - jávai vitézsas (Nisaetus bartelsi)
  - floresi vitézsas (Nisaetus floris)

- Spizaetus Vieillot, 1816 – 4 faj 
  - fekete vitézsas (Spizaetus tyrannus)
  - fehérfejű vitézsas vagy szarkasas (Spizaetus melanoleucus vagy Spizastur melanoleucus)
  - díszes vitézsas (Spizaetus ornatus)
  - inka vitézsas (Spizaetus isidori vagy Oroaetus isidori)

- Lophotriorchis - 1 faj
  - vöröshasú törpesas (Lophotriorchis kienerii), korábban (Hieraaetus kienerii)

- Polemaetus (Heine, 1890) – 1 faj
  - vitézsas (Polemaetus bellicosus)

- Lophaetus (Kaup, 1847) – 1 faj 
  - bokrétás sas (Lophaetus occipitalis)

- Ictinaetus (Blyth, 1843) – 1 faj
  - maláj sas (Ictinaetus malayensis)

- Clanga - 3 faj
  - békászó sas (Clanga pomarina), korábban (Aquila pomarina)
  - indiai békászósas (Clanga hastata), korábban (Aquila hastata)
  - fekete sas (Clanga clanga), korábban (Aquila clanga)

- Hieraaetus (Kaup, 1844) – 5 faj
  - gyíkászó törpesas (Hieraaetus wahlbergi) vagy (Aquila wahlbergi)
  - törpesas (Hieraeetus pennatus) vagy (Aquila pennata)
  - ausztrál törpesas (Hieraaetus morphnoides)
  - pápua törpesas (Hieraaetus weiskei)
  - pettyes törpesas (Hieraaetus ayresii)

- Aquila (Brisson, 1760) – 11 faj
  - pusztai sas (Aquila nipalensis)
  - szavannasas (Aquila rapax)
  - ibériai sas (Aquila adalberti)
  - parlagi sas (Aquila heliaca)
  - szirti sas (Aquila chrysaetos)
  - pápua sas (Aquila gurneyi)
  - ékfarkú sas (Aquila audax)
  - kaffersas (Aquila verreauxi)
  - héjasas (Aquila fasciata)
  - afrikai héjasas (Aquila spilogaster)
  - kongói héjasas (Aquila africana)

- Harpagornis (Haast, 1872) – 1 kihalt faj 
  - Haast-féle sas (Harpagornis moorei) – kihalt

## Képek

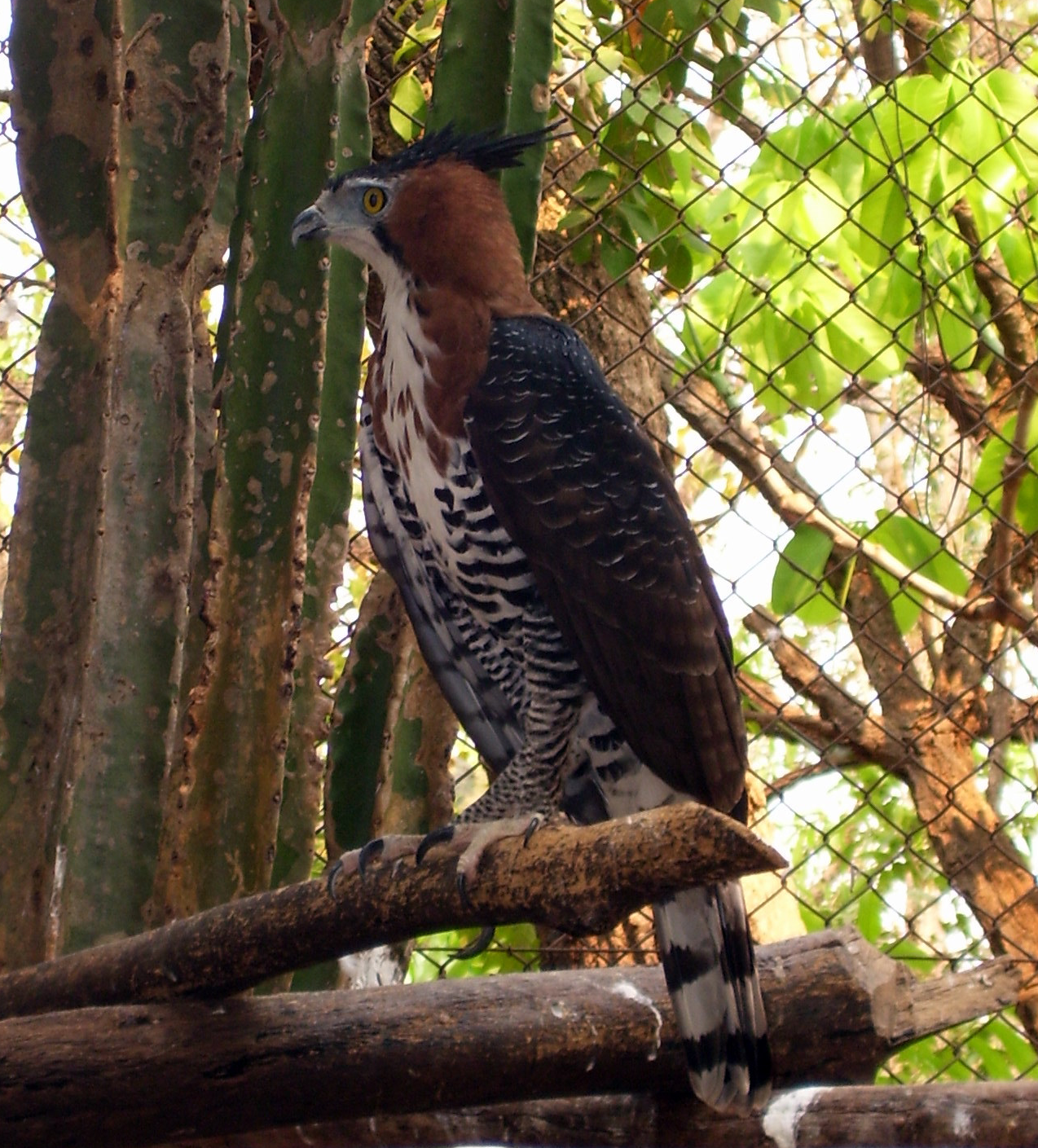
díszes vitézsas (Spizaetus ornatus)
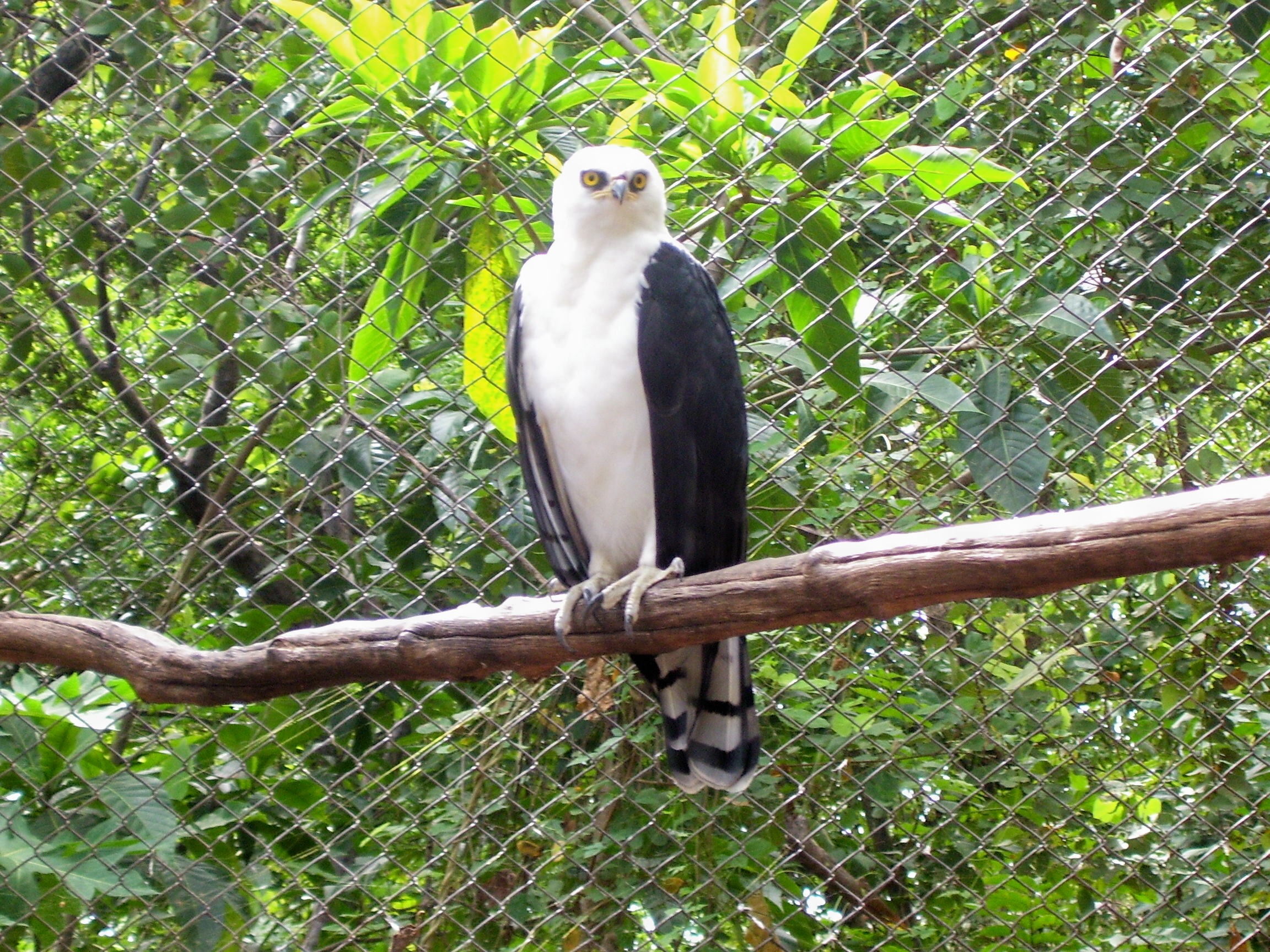
fehérfejű vitézsas (Spizastur melanoleucus)
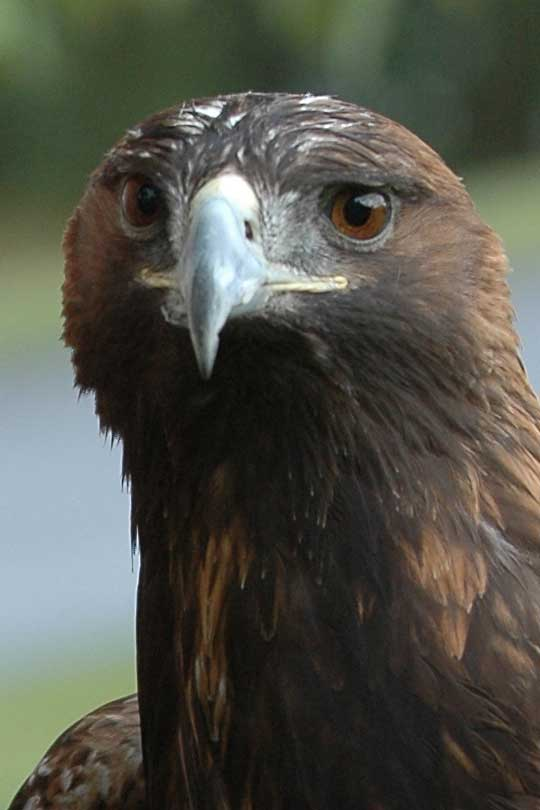
Szirti sas (Aquila chrysaetos)
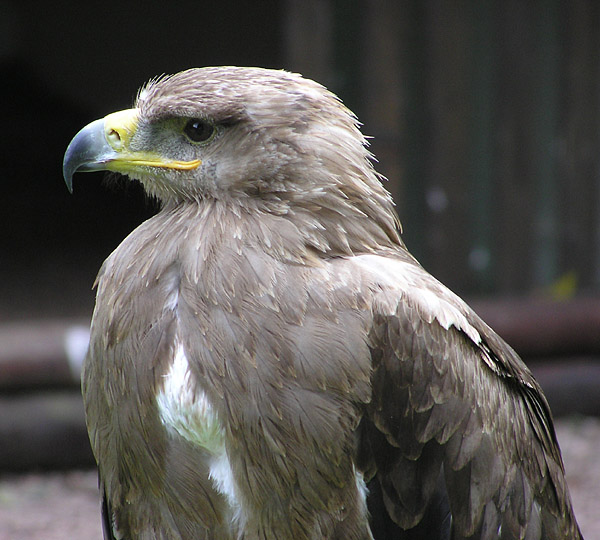
Szavannasas (Aquila rapax)
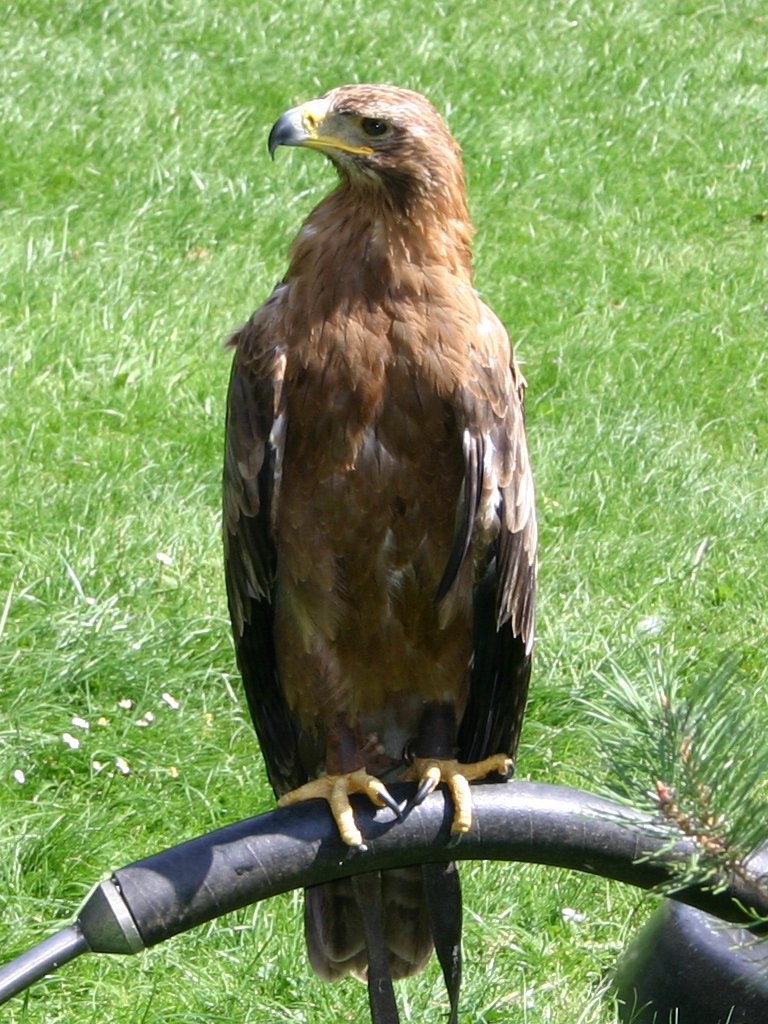
Pusztai sas (Aquila nipalensis)
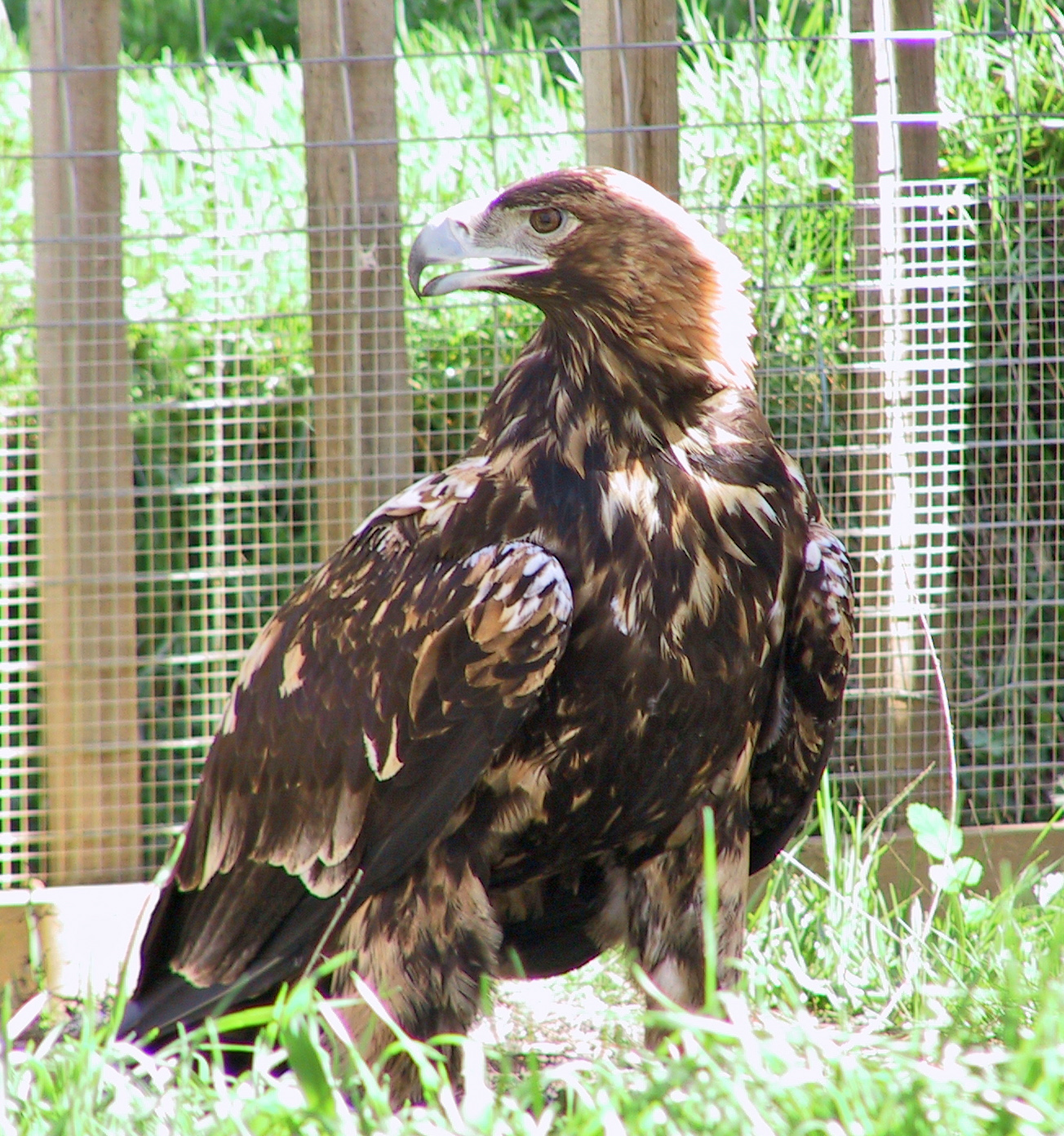
Ibériai sas (Aquila adalberti)
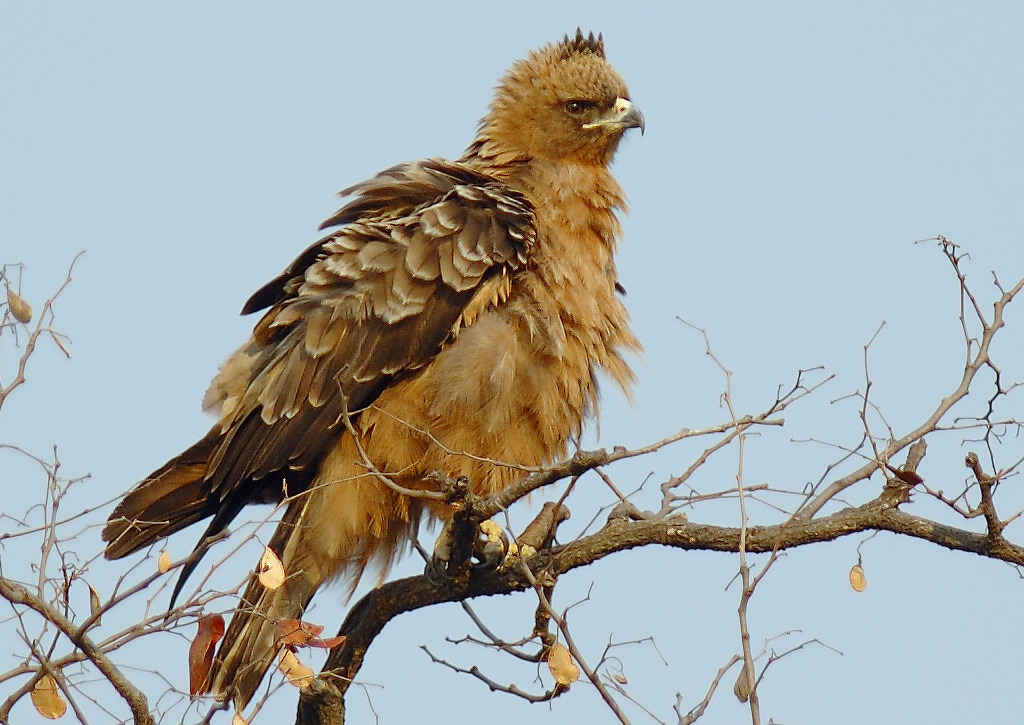
Gyíkászó törpesas (Aquila wahlbergi)
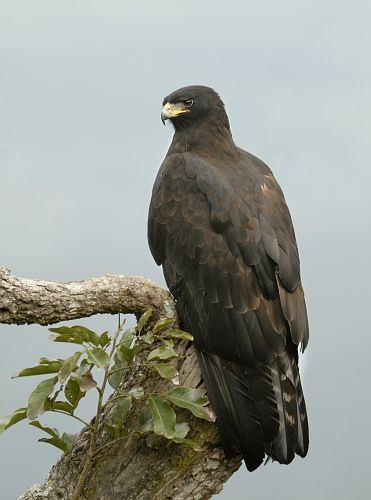
maláj sas (Ictinaetus malayensis)